# مجرة الخيال العلمي

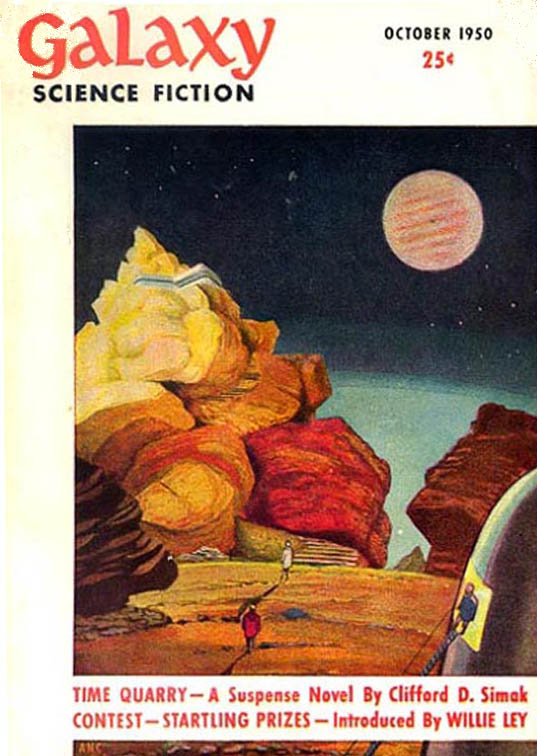
غلاف ديفيد ستون للعدد الأول من مجلة المجرة

مجرة الخيال العلمي (بالإنجليزية: Galaxy Science Fiction)‏ كانت مجلة خيال علمي أمريكية صغيرة الحجم، نُشرت في بوسطن من عام 1950 إلى عام 1980. أسستها شركة فرنسية إيطالية، الطبعات العالمية، والتي كانت تتطلع إلى اقتحام السوق الأمريكية. وظفت الطبعات العالمية محررًا يدعى إتش. إل. جولد، الذي جعل من المجرة بسرعة مجلة الخيال العلمي الرائدة في عصرها، مع التركيز على القصص حول القضايا الاجتماعية بدلاً من التكنولوجيا.

## وصلات خارجية
- Galaxy Science Fiction في أرشيف الإنترنت